# Az Ügyféllista epizódjainak listája
A szócikk az Ügyféllista (The Client List) című amerikai televíziós sorozat epizódjainak listáját tartalmazza. A sorozat az Amerikai Egyesült Államokban 2012. április 8-án debütált, két évad készült belőle, összesen 25 db epizóddal.

## 1. évad
1. rész: Riley Parks egy texasi kisvárosban él a családjával. Az egykori szépségkirálynő hajdan szebb napokat látott, most viszont nehéz anyagi körülmények között él a férjével. A kétgyermekes asszony ezért munkát keres, hogy biztosítani tudja a családja megélhetését. Végül egy masszázsszalonban helyezkedik el, ám hamarosan rájön, hogy az ügyfelei elvárása nem merül ki egy kellemes masszázsban. Riley titokban elvállalja a nem mindennapi állást, hogy pénzt keressen, ám egyik nap arra tér haza, hogy férje elhagyta.
2. rész: Riley, aki a vendégek lelkét is ápolja, megismerkedik egy Teve becenevű férfival és az együtt töltött idő alatt rájön, hogy a férfi képtelen továbblépni elmúlt kapcsolatának fájdalmából. Riley eközben ráakad egy Maxim nevű nő címére Kyle kabátjában, akitől megtudja, hogy Kyle drogproblémákkal küzdött, amiről Riley-nak egy szót sem szólt.
3. rész: Riley egyre sikeresebb lesz a munkájában ám ez az anyaság rovására meg. Lányával Katie-vel egyre több gond akad az iskolában, így Riley-nak meg kell találni a középutat munka és család között és rájönnie hogyan töltse be az édesapa szerepét is.
4. rész: Lynette jótékonysági bált szervez de Riley nem akar részt venni rajta, mert nem akar senkinek beszélni arról, hogy Kyle elhagyta őt és a családját. Ám meggondolja magát, amikor Evan fölajánlja, hogy a kísérője lesz.
5. rész: Riley egyik vonzó "vendége" gondolkodóba ejti, hogy készen áll e ismét randevúzni. Eközben Lynette kapcsolata Garrett-el veszélybe kerül a távolság miatt. Georgia ismerni véli valahonnan Garrett-et de nem tudja honnan.
6. rész: Miközben Lacey Riley gyerekeire vigyáz, megtalálja a hűtőbe rejtett pénzt, amit Riley tett oda a biztonság kedvéért. Hosszas kérdezgetés után Riley elmondja Lacynek mivel foglalkozik. Barátnője megdöbben de végül belátja, hogy ez egy "szükséges rossz" lépés volt. Riley egyik vendége az extrákról érdeklődik. Georgia rájön, hogy az az ember egy rendőr, aki nem épp ellazulási szándékkal érdeklődik.
7. rész: A szalonban zajlik az élet, viszont Selena továbbra sem bírja elviselni, hogy Riley-t Georgia pártolja és ez állandó konfliktushoz vezet a két lány között. Közben Taylor megvásárolja a fodrász szalont, ahol Lacey és Lynette dolgoznak, így fitogtatva az erőkülönbséget.
8. rész: Selena a legutóbbi találkozáson felbuzdulva ismét szeretne találkozni Evan-nel. Ennek a fő oka, hogy Riley-t bosszantsa. El is éri a célját, mivel Riley kifejti nemtetszését Evan-nek.
9. rész: Riley Travis iskolatársának apukájával randevúzik. Elhívják magukkal Evan-t és Selena-t a Country klubba, ahol Riley meglátja randevúpartnerének felső tízezres lekezelő modorát. Közben Katie Riley lánya elszökik nagyon megijesztve ezzel a családot de megtalálják. Riley és Evan közel kerülnek egymáshoz.
10. rész:Riley élete ismét felfordul, mikor Kyle váratlanul visszatér, hogy visszaszerezze családját. Ennek ellenére Evan és Riley képtelenek visszafogni érzéseiket de a gyerekek érdekében helyesen kell cselekedniük és leplezniük kell egymás iránti vonzódásukat. Georgia a szalon irányítását Riley-ra bízza, míg ő távol van, ami Selena nemtetszését váltja ki.

## 2. évad
1. rész: Riley az éjszaka közepén visszamegy a szalonba, hogy elrejtse az ügyféllistát de legnagyobb meglepetésére Kyle-t találja ott. Megérkezik a rendőrség a szalonhoz, Riley kétségbeesik, hogy érte jöttek de Kyle-t tartóztatják le lopás vádjával. Kyle egyetlen esélye az enyhítő körülményre, ha feladja tettestársait, amire nem hajlandó.
Selena és Riley emberhiány miatt kénytelenek többet dolgozni a szalonba és szemmel láthatóan jól kijön a két lány.
Riley képtelen időt szakítani Evan-re, mert azon van, hogy férjét kiszabadítsa a börtönből. Riley azzal az ötlettel áll Georgia elé, hogy adja el neki a szalont. Georgia el akarja titkolni új szerelme előtt, hogy mivel foglalkozott eddig ezért úgy dönt eladja Riley-nak a Sugar Land-i szalont. Georgia figyelmezteti Riley-t, hogy a rendőrök házkutatási paranccsal érkeznek az otthonába, hogy megkeressék a „pénzt”, amit Kyle az ellopott rézhuzalokért kapott. A rendőrség úgy véli, hogy Riley rejtegeti. Georgia figyelmezteti Riley-t, hogy rejtse el jó alaposan a listát.
Kyle és Evan között elmérgesedik a helyzet, amikor fény derül rá, hogy Evan és Riley között nem csak családi kötelék van.
2. rész: Rengeteg munka van a szalonban, Riley ezért úgy dönt, új masszőrlányt vesz fel. Riley kifizeti az első részletet Georgiának a szalonra.
Kyle elküldeti a pénzt feleségének, amit a rézhuzalokért kapott. Riley úgy dönt, hogy elviszi annak az embernek, akitől Kyle lopott és hogy megkérje ejtse a vádakat. De nem jár sikerrel.
A szalonban megint megjelenik az FBI, de házkutatási parancs nélkül nem kutathatják át a szalont. Az újabb rendőri razziától tartva Riley elássa az ügyféllistát.
Evan És Riley szeretnének együtt tölteni egy kis időt de közbejön a hír, hogy Lynette-et baleset érte.
3. rész: Evan, hogy megszerezze az óvadékot testvérének, rodeósnak áll, amiért Riley nagyon haragszik, mert félti. Közben Evan rájön, hogy rendőrként érezné magát a legjobban, ezért jelentkezik a rendőr akadémiára. Elutasítják, mondván bűnöző van a családban és hátha nem esik messze az alma a fájától. Riley ezt nem hagyja szó nélkül és megkéri Taylort, hogy járjon közbe a rendőrkapitánynál, akivel jóban vannak. Eközben Riley és Lacey azon tanakodnak, hogy a jövőre való tekintettel mi lesz ha Evan rendőr lesz. Van e jövője Riley-nak és Evan-nak? "A törvény őrének és a törvényen kívülinek".
4. rész: Eljön Kyle óvadék tárgyalásának ideje és az új bizonyíték fényében, miszerint Mexikóban droggal kereskedett, az óvadékot elutasítják és a tárgyalásig börtönben kell maradnia. Riley évődik, hogy bevigye e hozzá a gyerekeket a börtönben, mivel fél, hogy lelkileg sérülnének a gyerekek. Végül úgy dönt, hogy beviszi őket a börtönbe, ami szemmel láthatólag jót tesz a gyerekek lelkének.
Míg Lynette lábadozik a baleset után, beköltözik Riley-hoz. Segítő szándéka nem mindig éri el a célját de végül mindketten rájönnek hogy egymás legnagyobb támaszai.
Evan megkezdi a tanulást a rendőrakadémián, ahol börtönviselt testvére miatt nem mindenki nézi őt jó szemmel. Közben a szalonban Derek az új férfi masszőr kezdi beváltani a hozzá fűzött reményeket.
5. rész: Lynette szeretné Katie-t benevezni egy anya-lány szépségversenyre de Riley nem tartja jó ötletnek. Szeretné, ha lánya magától döntene erről, nem kényszer hatására, mint ahogy az ő gyermekkorában tette vele az édesanyja. Végül úgy dönt, hogy mégis megpróbálják, hogy Katie eldöntse, hogy akarja e ezt az életformát. Közben a szalonban Selena és a masszőrfiú Derek között alakulóban van valami.
Tarvis Riley fia lop az iskolából. Riley úgy véli az elmúlt időszakban történtek esetleg így hatnak ki a fiára.
Dale és Lacey elmennek egy termékenységi vizsgálatra, miután még mindig nem maradt terhes. Kiderül, hogy Lacey esélye, hogy terhes legyen 10%. Közben Evan-t nyomasztja Riley hiánya. Úgy érzi elveszítheti a nőt, ezért Dale azt tanácsolja, hogy vegyen vissza Riley ostromlásából. A következő találkozás alkalmával nem bírja megfogadni barátja tanácsát és megcsókolja Riley-t, amit Katie meglát és számon is kéri anyjától. Riley elhatározásra jut Evan-nel kapcsolatban. Most, hogy Kyle ismét felbukkant az életükben a gyerekek miatt, bármennyire is fáj, "elszakítja" magát Evan-től, amit a férfi nem fogad túl jól.
6. rész: Lacey miután kiderült, hogy nehezen tud teherbe esni, úgy érzi, hogy férje Dale eltávolodott tőle. Arra gyanakszik, hogy férje félrelép, ezért Riley-val úgy döntenek követik őt. Rájönnek, hogy nem megcsalja Lacey-t, hanem összehozta a régi zenekarát, amiben Riley is énekelt. Riley ráveszi Georgiá-t, hogy a Jazz klubban had lépjen fel. A fellépés alkalmával Dale felhívja Riley-t a színpadra, ezzel felhozva a régi emlékeket. Kyle számára egyre nehezebb az élet a börtönben.
Evan és "iskolatársnője" egyre közelebb kerülnek egymáshoz, míg Selena és Derek egyezséget kötnek titkos viszonyukra.
7. rész: Lacey Georgia segítségével babaköszöntő party-t rendez terhes sógornőjének. Az ünneplés végül veszekedésbe torkollik, mivel sógornője becsmérlően beszél férjéről Dale-ről, ezért Lacey-ből kifakad a véleménye.
Lynette bekerül egy rehabilitációs klinikára a gyógyszerfüggősége miatta, amit Riley kénytelen fizetni. A szalonban is egyre másra romolnak el a dolgok, ami megterheli Riley anyagi helyzetét, sőt Travis iskolai tanulásával is probléma van, ami újabb kiadásokat eredményez. A helyzete csak nehezíti, hogy Kyle-t eltiltják a látogatóktól, mert összeverekedett egy rabtársával.
Riley új kliense egy egyedülálló édesapa, aki nagyon megkedveli a nőt, felajánl neki 50.000 $ ha eltölt vele egy éjszakát. Riley volt főnökasszonyától kér tanácsot, hogy elfogadja e a „tisztességtelen” ajánlatot. Georgia elmeséli, hogy évekkel ezelőtt, amikor a férje lelépett az összes pénzével, ő is élt egy ilyen ajánlattal. A pénzből kifizette a szalonon lévő jelzálogot és szerzett magának egy életen át tartó megbánást.
Végül Riley elfogadja az ajánlatot.
8. rész: Riley képtelen szabadulni a bűntudattól, hogy átlépte a határt azzal, hogy pénzért lefeküdt valakivel és ez kihat a munkájára. Titkát megosztja Lacey-vel, aki első döbbenetéből magához térve biztosítja barátnőjét a támogatásáról.
Georgia a szenvedő Riley-nak felajánlja, hogy menjen el abba a templomba, ahova ő is jár a párjával, hátha könnyíteni tud lelke terhén. Az istentisztelet alatt párja megkéri Georgia kezét így végre teljesen új életet kezdhet.
Kyle-t kiengedik a börtönből és a gyerekekhez vezet az első útja, akik kitörő örömmel fogadják édesapjukat. Riley úgy dönt, hogy párterápiára megy Kyle-al, hogy megmentsék házasságukat, ahol végül elmondja férjének, hogy lefeküdt egy másik férfival.
Eközben Riley egyik ellensége ajánlatot tesz Georgiának a szalon megvásárlására, de a nő ezt elutasítja. Az idegen nem tágít és megfenyegeti Georgiát, hogy elmondja a párjának, hogy mivel is foglalkozott a szalonban, ha nem hajlandó engedni.
Evan elhívja végre Shelby-t egy randevúra, ami nagyon jól sikerül és a két fiatal kezd nagyon közel kerülni egymáshoz.
9. rész:
Végre úgy tűnhet, hogy minden visszatér a normális kerékvágásba. Kyle visszatérésével talán újra egyesülhet a család. Ezt viszont Lacye nem nézi jó szemmel, amit Riley és Kyle tudomására hoz. Kyle igyekszik visszaszerezni Riley, Dale, Lacey és a család bizalmát, ami nem is olyan könnyű.
Kyle segítséget kér munka ügyben Dale-től, aminek Lacey egyáltalán nem örül.
Georgia bárjában ismét koncertet ad a Ring Pops Kyle-al kiegészülve. Riley is elmegy a koncertre és úgy tűnik, hogy akár minden ismét a régi lehet.
Közben Evan és Shelby új szintre lépnek a kapcsolatukban és az akadémián is.
A szalonban váratlanul feltűnik Selena férje, akiről senki nem tudott, ami eléggé meglepi Dereket. A férfi Selena lovát Henry-t akarja, akit a nő úgy szeret, mint ha az édes gyermeke lenne. Hogy kifizesse férjét és végre elválhasson tőle, kénytelen megszabadulni néhány értékes holmijától és végül az autóját is fel kell ajánlania a férjének.
Evan és Shelby befejezik az akadémiát, hivatalosan is rendőrökké válnak.
10. rész:
Végre kezd minden ismét a jó úton haladni. Georgia az esküvőjére készül, Lynette igaz még nem dolgozik de szépen gyógyul, Riley és Kyle újra randevúznak, Evan pedig Shelby-vel tölti ideje nagy részét.
Ám az idill megváltozik amikor Lacey Riley házában egy "betörővel" találja szemben magát, aki szinte átgázol rajta. Miközben személyleírást ad a tettesről összeesik és belső vérzéssel kerül a kórházba.
Mindenki azonnal besiet hozzá a kórházba, ahol megnyugtatják őket, hogy minden rendben van. Dale véletlen elszólja magát Riley előtt, hogy gyereket várnak.
Riley megkéri Evan-t, hogy kiemelt figyelemmel dolgozzon az ügyön és minél előbb kerítsék kézre a tettest.
Riley-t nyomasztja a bűntudat. Azt gyanítja, hogy az elkövető talán a listát kereste. Kyle (és Evan is) viszont úgy véli, hogy a betörő esetleg miatta tört be a házba a volt főnöke utasítására.
Eközben a kórházban Lacey váratlanul rosszul lesz és sajnos elveszíti a babát. Riley megfogadja, hogy ha a rendőrság nem, akkor majd ő kézre keríti a tettest.
A betörő címével a kezében eltökélt szándéka, hogy megtalálja a férfit és megkérdezze, hogy ki küldte és mit keresett a házában. Mikor megtalálja a férfit az épp indulni készül, így Riley csáberejét bevetve kénytelen feltartóztatni, míg Evan a helyszínre nem ér.
A szalonba is forrnak az indulatok. Selena szakítását követően Nikki hajt rá Derekre, ami szemmel láthatóan a féltékennyé teszi Selenát. A 2 lány harca egészen a verekedésik fajul.
11. rész:
Miközben Riley ellenőrzi az ügyféllistát valaki meglesi a rejtekhelyét. Nikki az, akiről kiderül, hogy Carlyle-nak Riley ellenségének dolgozik, aki meg akarja szerezni a listát és a szalont.
Lacey még mindig képtelen visszatérni a régi életéhez babája elvesztése óta, ezért Taylor megkéri, hogy segítsen neki megszervezni az érettségi találkozót, hogy elterelje a gondolatait a történtekről. 
Lynette rehabilitációja jól halad és Kyle felajánlja, hogy elkíséri anyósát az anonim gyűlésekre, ahova csak gyógyult betegek mehetnek.
Elérkezik a bál napja. Lacey-re rátör a szomorúság, hogy elvesztette a kisbabáját de szerencsére Riley támogatása átsegíti őt a holtponton.
Az osztálytalálkozón kihirdetik a bálkirályt és a bálkirálynőt. Taylort és a férjét Beaut (akitől külön él) hirdetik ki győztes párnak. De Taylor neheztel férjére, mivel az egy másik nővel érkezik a találkozóra, ezért úgy dönt, hogy tönkreteszi a "nőcske" autóját, amit az ő férje vásárolt. Riley próbálja megállítani de belátja, hogy ez egy jó lecke lehet a férfi számára. Riley megmutatja, hogyan is kell tönkretenni egy autót. Pechére egy rendőr is tartózkodik az ünnepségen, így Riley-t és Taylor-t letartóztatják.
Mivel Beau nem emel vádat, elengedik a két nőt.
A rendőrségen összefut a két testvér Kyle és Evan. Riley tisztázza a helyzetet, és elnézést kér Evan-től a történtek miatt és megkéri a két testvért, hogy hozzák annyira helyre a dolgokat, amennyire csak lehetséges.
Shelby neheztel Evan-re, amiért az még mindig védi Riley-t és a családját.
Kyle közli Riley-val, hogy vissza akar költözni hozzájuk.
12. rész:
Mindenki Georgia esküvőjére készül és talán el is felejtik a gondjaikat erre az időre.
Dale, Lacey férje igyekszik jobb kedvre deríteni feleségét, aki azon búslakodik, hogy még mindig nem esett teherbe. Ezért férje meglepetésszerűen ismét megkéri felesége kezét.
A romantikus pillanat Riley-t és Kyle-t is megérinti, és Riley ismét felhúzza ujjára az eljegyzési gyűrűjét.
Evan titkos megbízást kap. Beépített emberként a masszázsszalonokban zajló prostitúciót kell felszámolnia.
Shelby szakítani akar Evan-nel, mivel úgy gondolja, hogy még mindig Riley-hoz vonzódik. Végül Evan vallomása meggyőzi a lányt és ad még egy esélyt maguknak.
Georgia az esküvője napján megretten, hogy mi lesz ha kiderül az előélete és Harold elhagyja őt emiatt. Hála Riley-nak, aki meggyőzi Georgiát, hogy nagyon boldog lesz, végre megtarthatják az esküvőt.
Selena, aki eddig saját magának sem ismerte be, hogy szerelmes Derek-be, az esküvőn mégis teret enged érzéseinek.
13. rész:
Riley, miután figyelmeztették az esetleges veszélyekre, úgy dönt, hogy nem vesz fel új tagokat a listára. 
Kyle visszaköltözik a családi házba de Riley még mindig nem bízik abban, hogy nem hagyja újra el őket.
Dale és Lacey úgy döntenek, hogy megpróbálnak egy babát örökbe fogadni és ezért hajlandóak mindent megtenni.
Fiúk Travis focicsapatának pizsamapartit rendeznek, amelyet Kyle, Lacey és Dale felügyel. Dale a parti alatt kiborul, mert fél, hogy nem lesz jó édesapa de Kyle szembesíti vele, hogy mi is a dolga egy édesapának és, hogy arra Dale igen is alkalmas.
Közben éjjel a szalonban megszólal a riasztó. Mire Riley és Derek odaérnek felforgattak mindent. Riley tudja, hogy a listát keresték, ezért elmegy a rejtekhelyre, ahova elásta, de már nem találja ott. Hazaérve ideges, hogy az eddig felépített élete összedől.
Kyle viszont jó híreket kapott az ügyvédjétől. Felmentették és tanúskodnia sem kell volt főnöke ellen. Viszont most Riley aggódva szemléli a következményeket, hogy vajon kinél kerül elő az ügyféllista.
14. rész:
Mióta nincs meg az ügyféllista Riley élete egy merő rémálom. Gondolva a következményekre, ha véletlen börtönbe kellene mennie, átíratja a házat Kyle nevére és felszabadítja az összes készpénzét. A környezetében élők aggódnak a nőért. Evan figyelmezteti Riley-t, hogy Nikki Carlyle-nak dolgozik. Számon kéri a lányon a kis füzetet de az már Carlyle-nál van.
Eközben Lacey és Dale csodás híreket kapnak. Az egyik várandós kismama hajlandó örökbe adni nekik a kisbabáját. 
A rendőrségen Shelby-t, az előléptetés reményében azzal a feladattal bízzák meg, hogy figyelje meg Evan-t.
15. rész:
Riley és Georgia körül kezd forrósodni a talaj, mivel Carlyle megfenyegette őket, hogy nyilvánosságra hozza a lista tartalmát Ezért, hogy védjék magukat és családjukat egy tervet eszelnek ki, amiben a bűnbánó Nikki is a segítségükre van.
Kyle és Evan aggódik Riley-ért, aki egyre őrültebben viselkedik és nem hajlandó elmondani, hogy mi történt.
Közben Lacey élvezi az anyaság örömeit de látja, hogy barátnője szenved valamitől. Riley elmondja neki, hogy amikor megtámadták a házában és elvetélt, akkor a listát keresték. Lacey a hír hallatán elzavarja barátnőjét.
A 24 órás határidő, amelyet Carlyle adott meg egyre csak fogy. Georgia, Nikki és Riley tervet sző a lista visszaszerzésére. 
Nikki elcsalja Carlyle-t a klub-ból, mondván információi vannak még több zsarolható kuncsaftról. Eközben Riley elmegy Carlyle klub-jába a táncosnő válogatásra, hogy az irodából megszerezze a listát. Közben Evan és egy rendőrtársa megfigyelik a klub-ot és meglátják Riley-t.
Georgia felhívja a klubot, hogy hamarosan lecsap a rendőrség illegális táncosnőket keresve, így Riley-nak van ideje elmenekülni a listával együtt.
Visszamegy a Sugar Land-i szalonba, ahova Carlyle is követi, mert értesítették, hogy eltűnt az ügyféllista.
Riley felgyújtja a szalont, hogy új lappal kezdhessen és Carlyle is bent ég.
Megérkezik Evan és Kyle, akiknek Riley magyarázattal tartozik.